# Луций Арений
Луций Арений (Lucius Arennius) е политик на Римската република през края на 3 век пр.н.е. по време на втората пуническа война и на първата римско-македонска война.
Произлиза от плебейската фамилия Арении. Вероятно е брат на Гай Арений (народен трибун 210 пр.н.е.).
През 210 пр.н.е. той е народен трибун с колеги Марк Лукреций, Гай Арений и Луций Атилий по времето на консулата на Марк Клавдий Марцел и Марк Валерий Левин.
През 208 пр.н.е. е префект aliats на Рим.